# Peixos granota
Els peixos granota o antennàrids (Antennariidae) són la família de peixos teleostis de l'ordre dels lofiformes. Es troben en oceans i mars tropicals, excepte el Mediterrani.

## Taxonomia
Hi ha 46 espècies vàlides, pertanyents a dotze gèneres.
- Gènere Allenichthys
  - Allenichthys glauerti (Whitley, 1944)
- Gènere Antennarius
  - Antennarius analis (Schultz, 1957)
  - Antennarius avalonis (Jordan i Starks, 1907)
  - Antennarius bermudensis (Schultz, 1957)
  - Antennarius biocellatus (Cuvier, 1817)
  - Antennarius coccineus (Lesson, 1831)
  - Antennarius commerson (Latreille, 1804)
  - Antennarius dorehensis Bleeker, 1859
  - Antennarius duescus (Snyder, 1904)
  - Antennarius hispidus (Bloch i Schneider, 1801)
  - Antennarius indicus (Schultz, 1964)
  - Antennarius maculatus (Desjardins, 1840)
  - Antennarius multiocellatus (Valenciennes, 1837)
  - Antennarius nummifer (Cuvier, 1817)
  - Antennarius ocellatus (Bloch i Schneider, 1801)
  - Antennarius pardalis (Valenciennes, 1837)
  - Antennarius pauciradiatus (Schultz, 1957)
  - Antennarius pictus (Valenciennes, 1837)
  - Antennarius radiosus (Garman, 1896)
  - Antennarius randalli (Allen, 1970)
  - Antennarius rosaceus (Smith i Radcliffe, 1912)
  - Antennarius sanguineus (Gill, 1863)
  - Antennarius sarasa (Tanaka, 1916)
  - Antennarius scriptissimus (Jordan, 1902)
  - Antennarius senegalensis (Cadenat, 1959)
  - Antennarius striatus (Shaw, 1794)
- Gènere Antennatus
  - Antennatus flagellatus (Ohnishi, Iwata i Hiramatsu, 1997)
  - Antennatus linearis (Randall i Holcom, 2001)
  - Antennatus strigatus (Gill, 1863)
  - Antennatus tuberosus (Cuvier, 1817)
- Gènere Echinophryne
  - Echinophryne crassispina (McCulloch i Waite, 1918)
  - Echinophryne mitchellii (Morton, 1897)
  - Echinophryne reynoldsi (Pietsch i Kuiter, 1984)
- Gènere Histiophryne
  - Histiophryne bougainvilli (Valenciennes, 1837)
  - Histiophryne cryptacanthus (Weber, 1913)
  - Histiophryne psychedelica (Pietsch, Arnold i Hall, 2009)
- Gènere Histrio
  - Histrio histrio (Linnaeus, 1758) - Peix dels Sargassos.
- Gènere Kuiterichthys
  - Kuiterichthys furcipilis (Cuvier, 1817)
- Gènere Lophiocharon
  - Lophiocharon hutchinsi (Pietsch, 2004)
  - Lophiocharon lithinostomus (Jordan i Richardson, 1908)
  - Lophiocharon trisignatus (Richardson, 1844)
- Gènere Nudiantennarius
  - Nudiantennarius subteres (Smith i Radcliffe, 1912)
- Gènere Phyllophryne
  - Phyllophryne scortea (McCulloch i Waite, 1918)
- Gènere Rhycherus
  - Rhycherus filamentosus (Castelnau, 1872)
  - Rhycherus gloveri (Pietsch, 1984)
- Gènere Tathicarpus
  - Tathicarpus butleri (Ogilby, 1907)